# 日本アートスクール
日本アートスクールは3次元CAD設計製図に関する教育訓練施設。学校教育法に規定される学校（一条校）や専修学校（専門学校を含む）、各種学校ではない。株式会社日本アートスクールが運営する。

## 概要
修業年限は1年。授業は完全個別指導で行っている。カリキュラムとテキストは、アメリカ合衆国にある大学で使用されている設計製図の教科書をベースにした独自の教材による。また、JISハンドブックも教材として用いられる。その他、独自の教材を使用し、工業系で必要とされる基礎的な数学および力学の授業が行われている。

## 開講科目
- 3-D・CAD設計製図科

## 沿革
- 1964年　創立

## 入学資格
高卒程度卒業見込の男女にしている。

## 所在地
大阪市北区豊崎2-1-9 G&Rビル4階